# TXNL4A
TXNL4A (англ. Thioredoxin like 4A) – білок, який кодується однойменним геном, розташованим у людей на короткому плечі 18-ї хромосоми. Довжина поліпептидного ланцюга білка становить 142 амінокислот, а молекулярна маса — 16 786.
| 10         |  | 20         |  | 30         |  | 40         |  | 50         |
| ---------- |  | ---------- |  | ---------- |  | ---------- |  | ---------- |
| MSYMLPHLHN |  | GWQVDQAILS |  | EEDRVVVIRF |  | GHDWDPTCMK |  | MDEVLYSIAE |
| KVKNFAVIYL |  | VDITEVPDFN |  | KMYELYDPCT |  | VMFFFRNKHI |  | MIDLGTGNNN |
| KINWAMEDKQ |  | EMVDIIETVY |  | RGARKGRGLV |  | VSPKDYSTKY |  | RY         |

A: Аланін

C: Цистеїн

D: Аспарагінова кислота

E: Глутамінова кислота

F: Фенілаланін

G: Гліцин

H: Гістидин

I: Ізолейцин

K: Лізин

L: Лейцин

M: Метіонін

N: Аспарагін

P: Пролін

Q: Глутамін

R: Аргінін

S: Серин

T: Треонін

V: Валін

W: Триптофан

Кодований геном білок за функцією належить до фосфопротеїнів. 
Задіяний у таких біологічних процесах, як процесинг мРНК, сплайсинг мРНК, клітинний цикл, поділ клітини, мітоз. 
Локалізований у ядрі.